# 134138 Laurabayley
134138 Laurabayley este o planetă minoră (asteroid), cu un diametru de 5,172 km, din centura de asteroizi. A fost descoperită pe 9 ianuarie 2005 la Catalina Station⁠(d) de Catalina Sky Survey. 
Obiectul prezintă o orbită caracterizată de o semiaxă mare de 2,5857632814826 UAi, o excentricitate de 0,22, o înclinație de 12,9 ° în raport cu ecliptica.